# 汤沟酒
汤沟酒是江蘇灌南縣汤沟镇出产的一系列白酒，源于北宋山西酒师黄玉生为避老家官司，随晋商逃至当地乡绅汤福星家打工后，获东家赏识，注资入股成立的“玉生糟坊”。之后酒坊虽因战乱屡废屡兴，但后来者均保持原名以广招徕，直至1924年更名为“义源永记酒厂”。1952年当局将义源永记、义苑糟坊、香泉糟坊和其他四家较小的酒坊一起合并，成立国营汤沟酒厂，后数度易名。但酒厂成立后直至1970年代中期发展一直很慢，直至1974年中共江苏省委书记彭冲视察灌南县时，批示要大力发展汤沟酒生产，才使酒厂开始真正发展，相继研发出了汤沟大曲、汤沟特曲、汤沟特液等大曲浓香型白酒。